# 몰타 경보병
몰타 경보병(영어: Maltese Light Infantry)은 1800년부터 1802년까지 활동하던 영국 육군의 경보병 부대 중 하나로, 몰타 보호령 시기 몰타에 주둔하던 부대이다. 몰타 경보병은 몰타군 8개 중대로 구성되어 있었으며, 프랑스 혁명 전쟁 말엽에 활동했다. 이 부대는 몰타 포병대에 뒤이어 몰타에 주둔한 두 번째 부대이다.
영국 정부는 프랑스 점령군에 맞서 반란을 일으킨 몰타인을 돕기 위해 1798년 처음으로 몰타에 군대를 파견했다. 1799년 12월 10일 시칠리아에서 출발해 발레타 포위에 맞서 제30케임브리지셔 보병연대와 제89프린세스빅토리아 보병연대가 몰타에 도착했다. 1800년 2월 몰타에 주둔하던 영국군 총지휘관이었던 토마스 그레이엄은 자신의 상관들에게 봉쇄에 맞서 몰타에서 병력을 모집하겠다고 보고했다.
1800년 4월 2일 몰타 경보병 2개 중대가 편성되었고 동년 5월에는 병력이 8개 중대로 늘어났는데, 각 중대마다 몰타인 100명이 배정되었다. 영국 왕립 해병대 출신 제임스 웨어가 임시로 지휘를 맡았으나, 1800년 6월 9일 몽클리프 중장이 지휘를 맡았다. 시칠리아에서 파견된 영국군 부대는 몰타 경보병의 주요 상급 지휘관이 되었다.
몰타 경보병은 영국 정규군 및 국가 의회 대대와 함께 1800년 9월까지 프랑스 점령군에 맞서 싸웠다. 1801년 9월 부대는 마노엘 요새와 리카솔리 요새에 주둔하였고, 생안젤로 요새에 분견대를 두었다. 원래 몰타 경보병의 창설 목적은 몰타 정규군으로 임무를 수행하는 것이었지만, 1801년 9월 22일 300명의 자원군이 HMS 아테니엔네 엘바섬에 파견되었다. 1801년 10월 11일 엘바섬에 도착한 몰타 경보병은 포르토페라이오 공방전에 참여해 요새를 포위하던 영국군과 토스카나군을 지원했다. 엘바섬에 파견되었던 분견대는 1802년 4월 몰타로 돌아왔고, 같은 해 몰타 경보병은 등록한 군인들의 제대 만기로 해체되었다. 대다수의 몰타 경보병 군인들은 이후 새로 창설된 몰타 지방 대대에 재입대했다.